# فرنسيس نيلسن
فرنسيس نيلسن (بالفرنسية: Francis Nielsen)‏ هو مخرج فرنسي، ولد في 19 يونيو 1947 في آنسي في فرنسا.

## وصلات خارجية
- فرنسيس نيلسن على موقع IMDb (الإنجليزية)
- فرنسيس نيلسن على موقع ألو سيني (الفرنسية)
- فرنسيس نيلسن على موقع أول موفي (الإنجليزية)
- فرنسيس نيلسن على موقع قاعدة بيانات الفيلم (الإنجليزية)
- فرنسيس نيلسن على موقع كينوبويسك (الروسية)